# Артур Грайзер
Артур Карл Грайзер (нім. Arthur Karl Greiser; 22 січня 1897 Шрода, Німецька імперія — 21 липня 1946, Познань, Польща) — німецький партійний діяч НСДАП, Президент Сенату Вільного міста Данциг і голова уряду Данцига (28 листопада 1934 - осінь 1939), один з керівників окупаційного режиму в Польщі, гауляйтер і рейхсштатгальтер Вартеланду (21 жовтня 1939 — січень 1945), обергруппенфюрер СС (30 січня 1942), член Штабу рейхсфюрера СС.

## Біографія

### Ранні роки
Син судового виконавця. З 1903 року відвідував народну школу, два роки навчався в середній школі, потім до серпня 1914 року - в Королівській гуманітарної гімназії в Гогензальці . У дитинстві і юності вивчив польську мову і володів нею вільно.

### Перша світова війна
З початком Першої світової війни 4 серпня 1914 року вступив добровольцем на флот. У серпні 1917 року отримав звання лейтенанта і призначений командиром ланки літаків. З жовтня 1917 року - начальник станції військово морської авіації «Фландрія II» при винищувальної авіаційної ескадрильї «Ріхтхофен» в бельгійському Остенде. У жовтні 1918 року був збитий і до весни 1919 року перебував на лікуванні в госпіталі.

### Після війни
У 1919 році звільнений зі служби, член Добровольчого корпусу, брав участь в діяльності корпусу в Прибалтиці. У травні 1921 року остаточно демобілізувався і до 1928 роках працював в експортній фірмі, потім був самостійним торговим представником «Штеттінер Ольверке» в Данцигу. Напередодні Світової економічної кризи в 1928 році збанкрутував і до 1930 року був капітаном моторного човна, що возила пасажирів в Гданській бухті.

### Політична діяльність в Данцигу
У 1922 - 1923 роках був членом Німецької соціальної партії (партквиток № 520). У 1924 році заснував місцеву організацію «Сталевого шолома» в Данцигу. 1 грудня 1929 року набрав НСДАП (квиток № 166 635) і СА. 30 червня 1931 роки перейшов з СА в СС (№ 10 795). З листопада 1930 року - керівник фракції НСДАП в Сенаті вільного міста Данцига. З жовтня 1930 по 19 червня 1933 року - керуючий справами гау Данциг.
Після того, як 28 травня 1933 НСДАП здобула абсолютну більшість на виборах у парламент Данцига 20 червня 1933 року стало віце-президентом данцизького сенату. З жовтня 1933 по жовтень 1939 року - заступник гауляйтера Данцига Альберта Форстера.
28 листопада 1934 року змінив Германа Раушнінга на посаді президента Сенату Вільного міста Данцига і одночасно став главою уряду Данцига. На цій посаді вів активну пронацистську пропаганду, перш за все за приєднання Данцига до Німеччини.
Після нападу 1 вересня 1939 Німеччина на Польщу 8 вересня 1939 року Грайзер був призначений начальником цивільного управління при командувачі військами в Позена ( «Chef der Zivilverwaltung im Militärbezirk Posen»). Після розгрому Польщі з частини її території, включеної до складу Рейху, була створена «рейхсгау Позен» ( «Reichsgau Posen») з центром в Позені. Основна його територія до Версальського мирного договору 1919 року входила до складу Німецької імперії і була частиною Пруссії, проте А. Гітлер включив Вартеланд не в Пруссію, а безпосередньо в Рейх.
21 жовтня 1939 року Грейзер був призначений гауляйтера, а 26 жовтня 1939 року - імперським намісником (рейхсштатгальтер) Позена, яке 29 січня 1940 року був перейменований в «рейхсгау Вартеланд» ( «Warthegau»). 7 липня 1940 року Грейзер став депутатом Рейхстагу від Вартеланд.
Під час керівництва Грейзером Вартеланд здійснювалося широкомасштабне виселення з території гау в Генерал-губернаторство (тобто Польщу) польського населення (було виселено близько 630 тисяч поляків) і заселення Вартеланд етнічними німцями (заселено близько 537 тисяч чоловік). 16 листопада 1942 призначений імперським комісаром оборони рейхсгау Вартеланд. У заключній фазі війни 25 вересня 1944 року Грейзер був призначений керівником «Німецького Фольксштурму» ( «Deutschen Volkssturms») в гау Вартеланд.

### Втеча в кінці війни
Коли Радянська армія 12 січня 1945 року почала загальний наступ, Грайзер практично нічого не зробив для евакуації цивільного населення, а замість цього в ніч на 21 січня 1945 року втік до Франкфурта-на-Одері. Його втечу Йозеф Геббельс і Мартін Борман розцінили як «боягузтво» і планували в якості покарання призначити його простим командиром батальйону «Фольксштурма». Однак, замість цього Грайзер був посланий на лікування в Карлсбад, звідки в березні 1945 року він втік в Баварські Альпи.

### Арешт, суд і страта
У Баварських Альпах Грайзер переховувався до 17 травня 1945 року, поки не був заарештований американськими військами. Після цього знаходився в американському військовому госпіталі в Карлсруе. 30 березня 1946 року був виданий польській владі. Процес над Грайзером проходив у Актовій залі університету в Познані з 21 червня 1946 по 7 липня 1946 року. На суді був визнаний винним в злочинах проти польського населення, масових вбивствах, масовій депортації з Польщі на примусові роботи в Німеччину, грабіж польського населення. 9 липня 1946 засуджений польським Верховним національним судом в Познані до смертної кари. Повішений (публічно, що рідкість після війни) 21 липня 1946 року в Познані на території Форту Віняри (сьогодні - Парк Цитаделі).

## Нагороди[4]

### Перша світова війна
- Залізний хрест 2-го і 1-го класу
- Нагрудний знак спостерігача морської авіації
- Нагрудний знак пілота морської авіації
- Морський нагрудний знак «За поранення» в чорному
- Пам'ятний знак морського пілота-спостерігача

### Міжвоєнний період
- Нагрудний знак пілота СА/СС (1932)
- Кільце «Мертва голова» (24 грудня 1933)
- Почесний кут старих бійців (1934)
- Почесний хрест ветерана війни з мечами (8 грудня 1934)
- Йольський свічник (16 грудня 1935)
- Зірка Почесного знаку Німецького Червоного Хреста (20 квітня 1936)
- Німецький Олімпійський знак 1-го класу (1936)
- Почесна шпага рейхсфюрера СС (1 грудня 1936)
- Золотий партійний знак НСДАП
- Медаль «У пам'ять 13 березня 1938 року»
- Медаль «У пам'ять 1 жовтня 1938»
- Німецька імперська відзнака за фізичну підготовку (DRL) в золоті
- Цивільний знак СС
- Комбінований Знак Пілот-Спостерігач

### Друга світова війна
- Почесний знак гау Данциг (1939)
- Данцизький хрест 1-го класу (24 жовтня 1939)
- Великий офіцер ордена Святих Маврикія та Лазаря (9 серпня 1940)
- Хрест Воєнних заслуг
  - 2-го класу (1940)
  - 2-го класу з мечами
  - 1-го класу (4 вересня 1940)
  - 1-го класу з мечами (30 січня 1941)
- Почесний знак гау Вартерланд (1943)
- Медаль «За вислугу років в НСДАП» у бронзі та сріблі (15 років)
- Медаль «За вислугу років у СС»
- Золотий почесний знак Гітлер'югенду

## Галерея

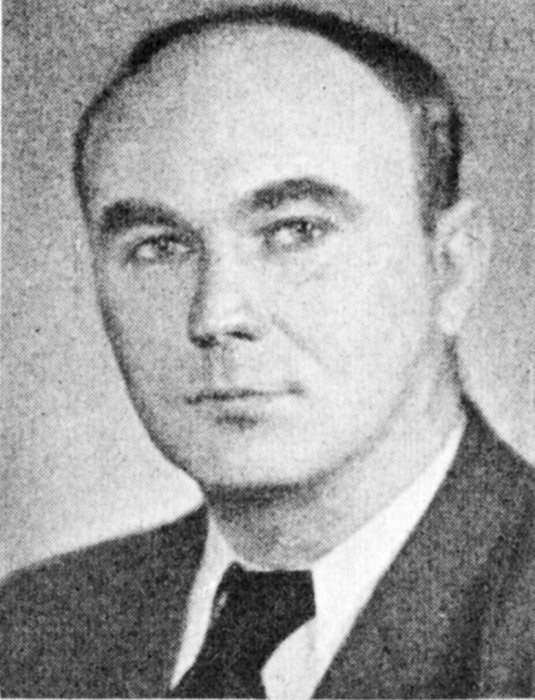
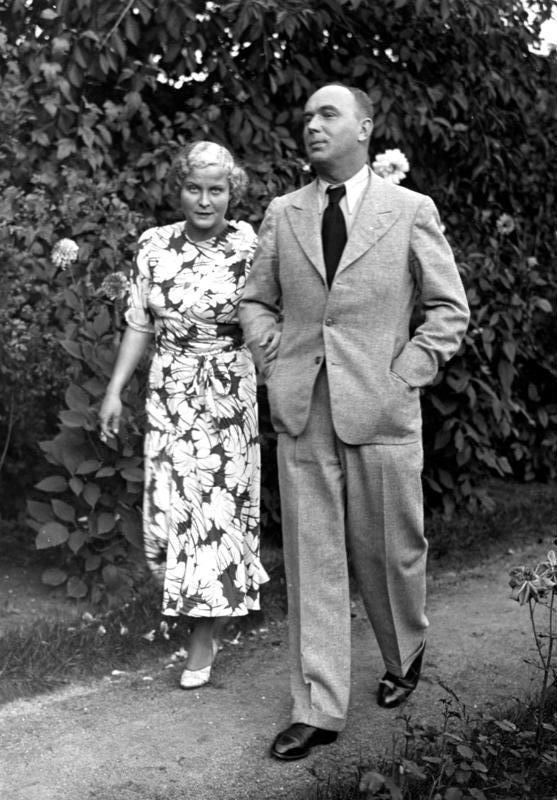
Грайзер і його друга дружина Марія Кьорфер (1936)
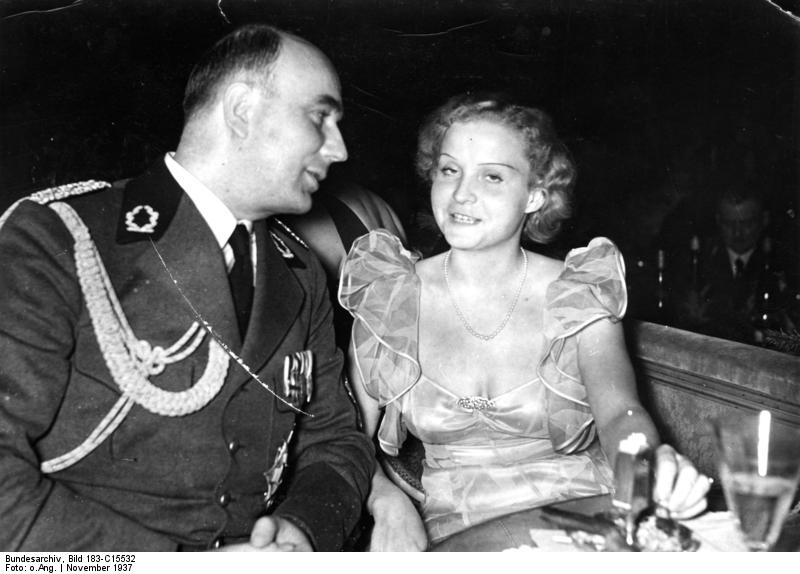
Грайзер із дружиною (1937)
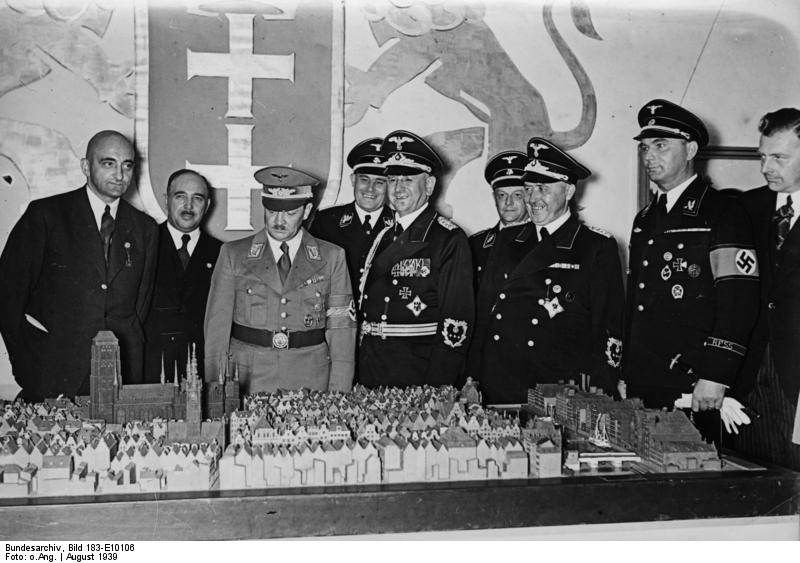
Грайзер (другий праворуч) у Кенігсберзі (20 серпня 1939)
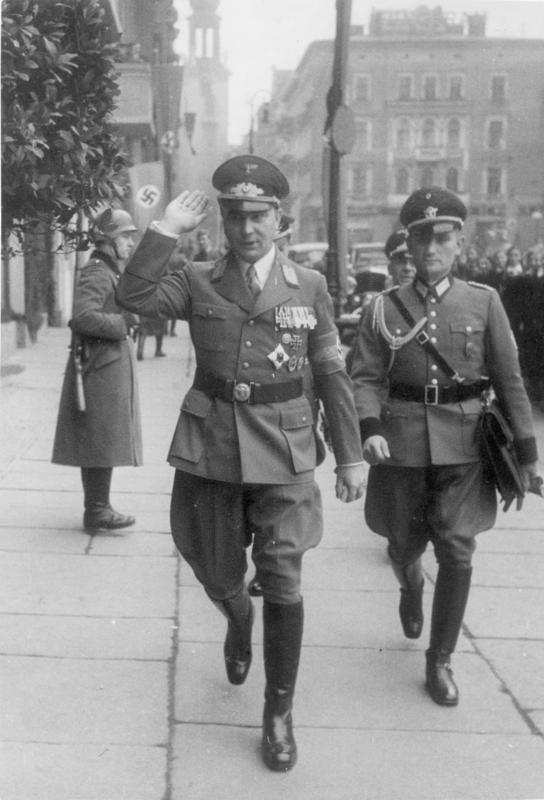
Грайзер в окупованій Познані (2 жовтня 1939)
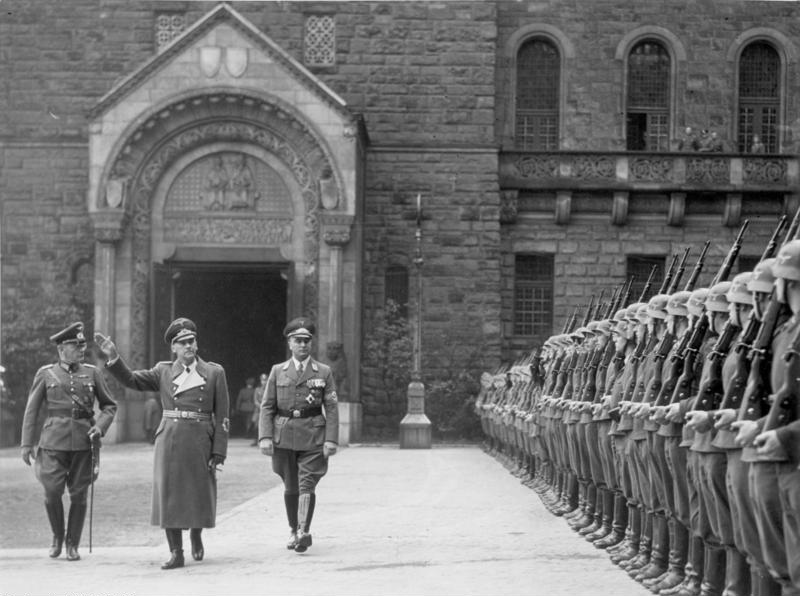
Грайзер (праворуч) перед строєм солдатів (Познань, листопад 1939)
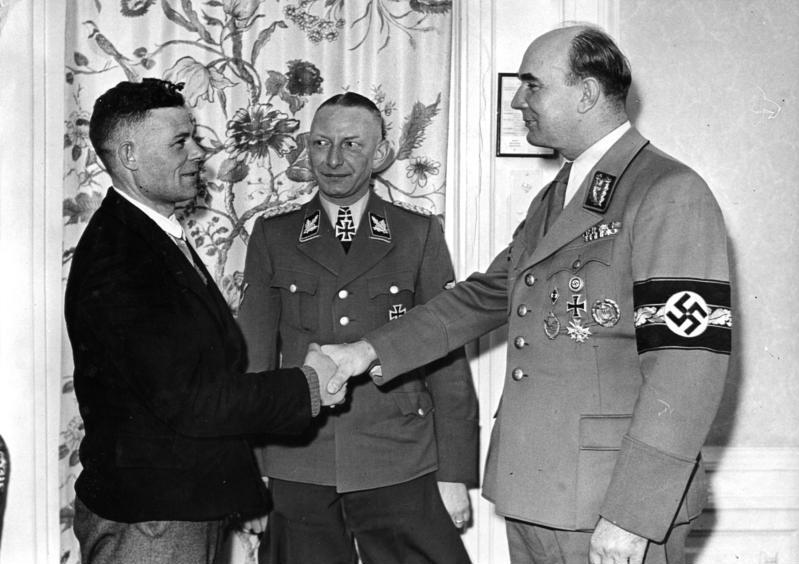
Грайзер (праворуч) і Гайнц Райнефарт (в центрі) вітають мільйонного фольксдойча, який прибув у Вартерланд в рамках програми «Додому в Рейх» (Лодзь, 17 березня 1944)